# Bình Thủy (xã)
Bình Thủy là một xã cũ thuộc huyện Châu Phú, tỉnh An Giang, Việt Nam.

## Địa lý

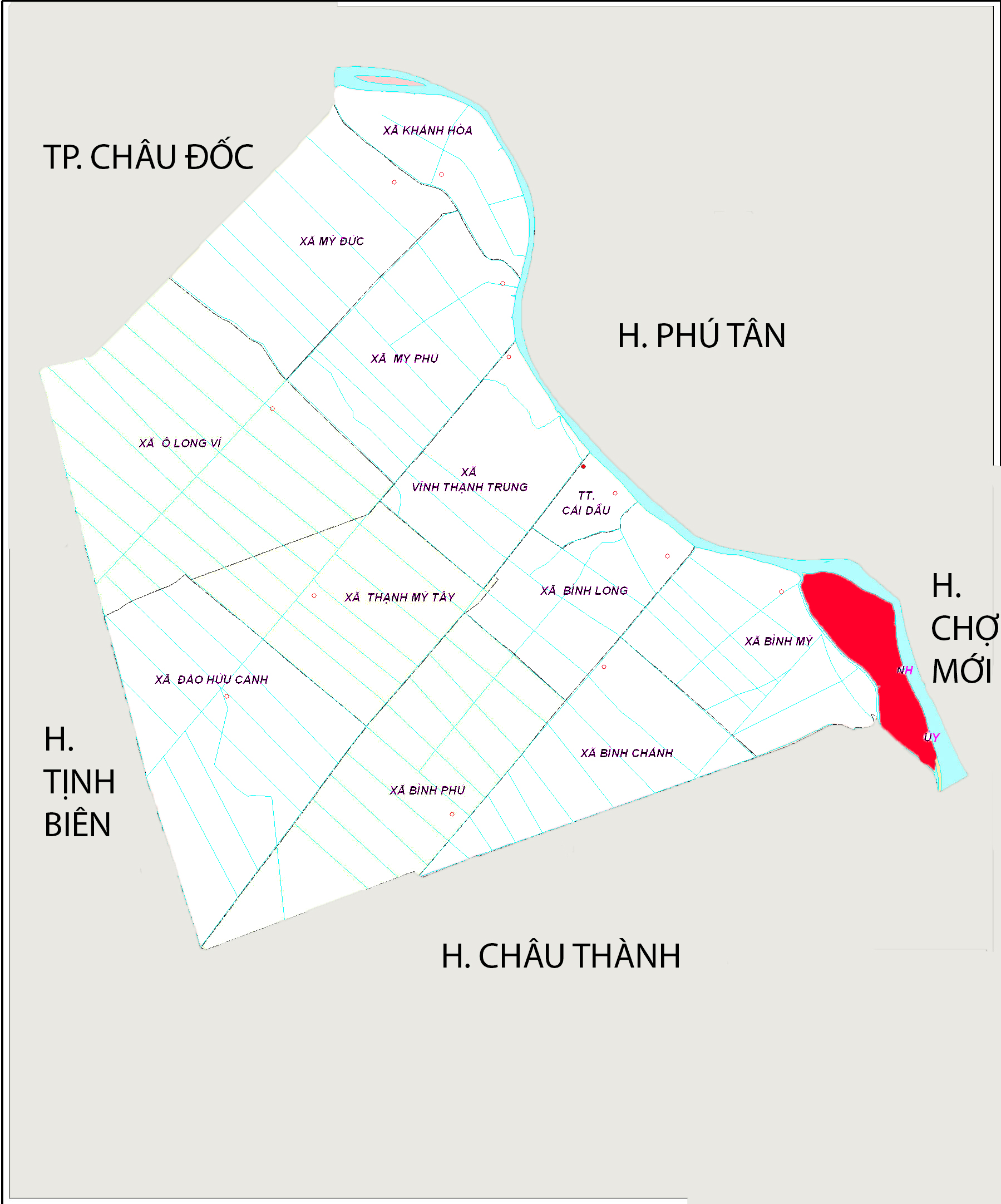
Vị trí xã Bình Thủy trên bản đồ huyện Châu Phú, An Giang

Xã Bình Thủy nằm ở phía đông nam huyện Châu Phú. Toàn bộ xã nằm trên cù lao Năng Gù được bao bọc bởi sông Hậu ở phía bắc và phía đông, xép Năng Gù ở phía tây và phía nam. Xã có vị trí địa lý:
- Phía đông giáp huyện Chợ Mới qua sông Hậu
- Phía tây giáp xã Bình Mỹ
- Phía nam giáp huyện Châu Thành
- Phía bắc giáp huyện Phú Tân qua sông Hậu.

Xã Bình Thủy có diện tích 15,45 km², dân số năm 2019 là 15.111 người, mật độ dân số đạt 978 người/km².
Diện tích đất tự nhiên: 1.552 ha; trong đó diện tích đất nông nghiệp 797 ha chia làm 2 tiểu vùng (tiểu vùng I diện tích 500 ha, tiểu vùng II diện tích 232 ha, còn lại 65 ha là diện tích ngoài đê), dân số (theo điều tra thống kê mới nhất) có: 4.249 hộ với tổng số nhân khẩu: 17.649 người, trong đó số hộ sống bằng nghề nông chiếm: 77%. Dân cư gồm người Kinh chiếm: 99,84%; người Khmer chiếm: 0,03%, người Hoa chiếm 0,008%; khác chiếm 0,05%.

## Hành chính
Xã Bình Thủy được chia thành 6 ấp: Bình Yên, Bình Quí, Bình Phú, Bình Thới, Bình Hòa, Bình Thiện.

## Kinh tế
Kinh tế chủ yếu là sản xuất nông nghiệp, chăn nuôi thủy sản, làm nền tảng cho phát triển tiểu thủ công nghiệp, thương mại dịch vụ. Từ đó xã đã quy hoạch vùng nuôi thủy sản 200 ha (thuộc ấp Bình Hòa, Bình Yên và Bình Thiện) nhưng đến nay mới khai thác được 38,54ha, đạt 19,3% diện tích. Nâng diện tích trồng màu từ 124ha lên 173 ha, đồng thời đã thực hiện mô hình "2 lúa, 1 màu" được 327 ha, hướng tới chuyển thành "1 lúa, 2 màu", khai thác và phát triển các cơ sở sản xuất gạch ngói theo hướng công nghiệp, hiện có 24 cơ sở với 107 miệng lò đã chuyển đổi 5/24 cơ sở với miệng lò sang hướng công nghiệp hạn chế ô nhiễm môi trường.

## Xã hội

### Giáo dục
Trên địa bàn xã có 6 trường, trong đó có 1 trường mẫu giáo với 398 trẻ, 4 trường Tiểu học với 1.513 học sinh, 1 trường THCS với 548 học sinh. Hiện trạng trường lớp đã được kiên cố hóa đủ để dạy và học, tuy nhiên để đạt chuẩn quốc gia cần phải đầu tư xây dựng thêm các phòng chức năng và mở rộng thêm mặt bằng trường THCS.

## Du lịch
- Đình thần Bình Thủy
- Cù lao Bình Thủy